# Kanton Castelnaudary-Nord
Der Kanton Castelnaudary-Nord war bis 2015 ein französischer Wahlkreis im Arrondissement Carcassonne, im Département Aude und in der Region Languedoc-Roussillon. Der Kanton umfasste den nördlichen Teil der Stadt Castelnaudary, die sein Hauptort (frz.: chef-lieu) war, und 20 weitere Gemeinden.

## Gemeinden
| Gemeinde            | Einwohner (Stand: 2022) | Code postal | Code Insee |
| ------------------- | ----------------------- | ----------- | ---------- |
| Airoux              | 189                     | 11320       | 11002      |
| Les Brunels         | 268                     | 11400       | 11054      |
| Carlipa             | 338                     | 11170       | 11070      |
| Les Cassés          | 317                     | 11320       | 11074      |
| Castelnaudary       | 12.212 *                | 11400       | 11076      |
| Cenne-Monestiés     | 411                     | 11170       | 11089      |
| Issel               | 484                     | 11400       | 11175      |
| Labécède-Lauragais  | 419                     | 11400       | 11181      |
| Montmaur            | 350                     | 11320       | 11252      |
| Peyrens             | 459                     | 11400       | 11284      |
| La Pomarède         | 184                     | 11400       | 11292      |
| Puginier            | 154                     | 11400       | 11300      |
| Saint-Papoul        | 832                     | 11400       | 11361      |
| Saint-Paulet        | 203                     | 11320       | 11362      |
| Souilhanels         | 356                     | 11400       | 11382      |
| Souilhe             | 342                     | 11400       | 11383      |
| Soupex              | 240                     | 11320       | 11385      |
| Tréville            | 109                     | 11400       | 11399      |
| Verdun-en-Lauragais | 289                     | 11400       | 11407      |
| Villemagne          | 242                     | 11310       | 11428      |
| Villespy            | 425                     | 11170       | 11439      |

* entspricht einem Teilbereich